# Список командующих войсками военных округов и флотами (Россия)
В списке представлены командующие войсками военных округов и флотами Вооружённых сил Российской Федерации, с 1991 года.

## Военные округа Вооружённых Сил Российской Федерации (с 2010 г.)

### Восточный военный округ
| № | Фамилия, Имя Отчество            | Фото | Годы жизни            | В должности                       | Звание                                       | Впоследствии |
| - | -------------------------------- | ---- | --------------------- | --------------------------------- | -------------------------------------------- | --- |
| 1 | Сиденко Константин Семёнович     |      | род. 2 февраля 1953   | 29 октября 2010 — 9 октября 2013  | Адмирал                                      | Уволен в связи с достижением предельного возраста пребывания на военной службе.                                                  |
| 2 | Суровикин Сергей Владимирович    |      | род. 11 октября 1966  | Октябрь 2013 — 22 ноября 2017     | Генерал-лейтенант Генерал-полковник (с 2013) | Указом Президента России от 31 октября 2017 года назначен на должность Главнокомандующего Воздушно-космическими силами.          |
| 3 | Журавлёв Александр Александрович |      | род. 2 декабря 1965   | 22 ноября 2017 — ноябрь 2018      | Генерал-полковник                            | С ноября 2018 года — командующий войсками Западного военного округа.                                                             |
| 4 | Жидко Геннадий Валериевич        |      | род. 12 сентября 1965 | с 3 ноября 2018 по 12 ноября 2021 | Генерал-полковник                            | Указом Президента России от 12 ноября 2021 года назначен на должность начальника Главного военно-политического управления ВС РФ. |
| 5 | Чайко Александр Юрьевич          |      | род. 27 июля 1971     | с 12 ноября 2021 по 6 июля 2022   | Генерал-полковник                            | Назначен на должность заместителя начальника Генерального штаба Вооружённых Сил                                                  |
| 6 | Мурадов Рустам Усманович         |      | род. 21 марта 1973    | с 5 октября 2022                  | Генерал-лейтенант Генерал-полковник (с 2023) | |

### Западный военный округ
| № | Фамилия, Имя Отчество             | Фото | Годы жизни           | В должности                        | Звание                                       | Впоследствии |
| - | --------------------------------- | ---- | -------------------- | ---------------------------------- | -------------------------------------------- | --- |
| 1 | Бахин, Аркадий Викторович         |      | род. 8 мая 1956      | 28 октября 2010 — 9 ноября 2012    | Генерал-полковник                            | с 9 ноября 2012 по 17 ноября 2015 — Первый заместитель Министра обороны Российской Федерации.                                                              |
| 2 | Сидоров, Анатолий Алексеевич      |      | род. 2 июля 1958     | 24 декабря 2012 — 15 сентября 2015 | Генерал-лейтенант Генерал-полковник (с 2013) | Указом Президента России от 10 ноября 2015 года назначен начальником Объединенного штаба ОДКБ, приступил к исполнению обязанностей 23 ноября 2015 года.    |
| 3 | Картаполов, Андрей Валериевич     |      | род. 9 ноября 1963   | 10 ноября 2015— 30 июля 2018       | Генерал-полковник                            | с 30 июля 2018 по 5 октября 2021 — Заместитель Министра обороны — начальник Главного военно-политического управления Вооружённых сил Российской Федерации. |
| 4 | Журавлёв, Александр Александрович |      | род. 2 декабря 1965  | ноябрь 2018 — сентябрь 2022        | Генерал-полковник                            | |
| 5 | Бердников, Роман Борисович        |      | род. 31 августа 1974 | 28 сентябрь — 13 декабрь 2022      | Генерал-лейтенант                            | |
| 6 | Кузовлев, Сергей Юрьевич          |      | род. 7 января 1967   | 13 декабря — 26 декабря 2022       | Генерал-полковник                            | По сообщениям сми 23 января 2023 года назначен Командующим войсками Южного военного округа.                                                                |
| 7 | Никифоров, Евгений Валерьевич     |      | род. 1 января 1970   | с 26 декабря 2022                  | Генерал-лейтенант Генерал-полковник (с 2023) | |

### Центральный военный округ
| № | Фамилия, Имя Отчество            | Фото | Годы жизни           | В должности                      | Звание                                       | Впоследствии |
| --- | -------------------------------- | ---- | -------------------- | -------------------------------- | -------------------------------------------- | --- |
| 1 | Чиркин, Владимир Валентинович    |      | род. 12 октября 1955 | 10 декабря 2010 — 26 апреля 2012 | Генерал-лейтенант Генерал-полковник (с 2011) | с 26 апреля 2012 по 2 декабря 2013 Главком Сухопутных войск. Отстранён от должности после предъявления обвинения в получении взятки. Московским окружным военным судом признан виновным по ст. 159 УК РФ (мошенничество) с наказанием в виде штрафа в размере 90 тыс. рублей. |
| 2 | Герасимов, Валерий Васильевич    |      | род. 8 сентября 1955 | 26 апреля 2012 — 9 ноября 2012   | Генерал-полковник                            | С 9 ноября 2012 начальник Генерального штаба Вооружённых Сил Российской Федерации — 1-й заместитель министра обороны Российской Федерации. |
| С 9 ноября по 24 декабря 2012 г. временно исполняющий обязанности по должности генерал-лейтенант Дворников, Александр Владимирович |                                  |      |                      |                                  |                                              | |
| 3 | Богдановский, Николай Васильевич |      | род. 17 января 1957  | 24 декабря 2012 — 12 июня 2014   | Генерал-полковник                            | Указом Президента России от 12 июня 2014 года назначен на должность 1-го заместителя начальника Генерального штаба Вооружённых Сил Российской Федерации. |
| 4 | Зарудницкий Владимир Борисович   |      | род. 6 февраля 1958  | 12 июня 2014 — 22 ноября 2017    | Генерал-полковник                            | 22 ноября 2017 года Указом Президента России назначен на должность начальника Военной академии Генерального штаба Вооружённых сил Российской Федерации. |
| 5 | Лапин, Александр Павлович        |      | род. 1 января 1964   | 22 ноября 2017 — 3 ноября 2022   | Генерал-полковник                            | Назначен на должность начальника Главного штаба Сухопутных войск - первого заместителя Главнокомандующего Сухопутными войсками |
| С 3 ноября 2022 по 16 февраля 2023 г. временно исполняющий обязанности по должности генерал-майор Линьков, Александр Валерьевич    |                                  |      |                      |                                  |                                              | |
| 6 | Мордвичёв, Андрей Николаевич     |      | род. 14 января 1976  | 16 февраля 2023 — 15 мая 2025    | Генерал-лейтенант                            | Назначен на должность главнокомандующего Сухопутными войсками Российской Федерации |
| 7 | Солодчук, Валерий Николаевич     |      | род. 24 марта 1971   | с 15 мая 2025                    | Генерал-полковник                            | |

### Южный военный округ
| № | Фамилия, Имя Отчество             | Фото | Годы жизни           | В должности                       | Звание                                       | Впоследствии                                                                 |
| --- | --------------------------------- | ---- | -------------------- | --------------------------------- | -------------------------------------------- | ---------------------------------------------------------------------------- |
| 1 | Галкин, Александр Викторович      |      | род. 22 марта 1958   | 10 декабря 2010 — июнь 2016       | Генерал-лейтенант Генерал-полковник (с 2011) | С января 2017 года продолжает службу в должности помощника Министра обороны. |
| 2 | Дворников, Александр Владимирович |      | род. 22 августа 1961 | 20 сентября 2016 — 23 января 2023 | Генерал-полковник Генерал армии              |                                                                              |
| 3 | Кузовлев, Сергей Юрьевич          |      | род. 7 января 1967   | 23 января 2023 — май 2024         | Генерал-полковник                            | С 15 мая 2024 года - командующий войсками Московского военного округа        |
| С мая по ноябрь 2024 г. временно исполняющий обязанности по должности генерал-полковник Анашкин, Геннадий Владимирович |                                   |      |                      |                                   |                                              |                                                                              |
| 4 | Санчик, Александр Семёнович       |      | род. 15 октября 1966 | с ноября 2024                     | Генерал-полковник                            |                                                                              |

## Упразднённые военные округа (1991—2010 гг.)

### Дальневосточный военный округ(до 2010 г.)
| № | ФИО                          | Звание                                                                               | Дата назначения  | Дата освобождения |
| - | ---------------------------- | ------------------------------------------------------------------------------------ | ---------------- | ----------------- |
| 1 | Новожилов Виктор Иванович    | генерал-лейтенант,(22 марта 1989)генерал-полковник (21 июля 1990)                    | январь 1989      | 28 апреля 1992    |
| 2 | Чечеватов Виктор Степанович  | генерал-полковник (1991)                                                             | 26 сентября 1992 | 2 августа 1999    |
| 3 | Якубов Юрий Николаевич       | генерал-лейтенант, генерал-полковник (октябрь 1999), генерал армии (23 февраля 2003) | 2 августа 1999   | 8 сентября 2006   |
| 4 | Булгаков Владимир Васильевич | генерал-полковник                                                                    | 8 сентября 2006  | 31 декабря 2008   |
| 5 | Салюков Олег Леонидович      | генерал-полковник (12 июня 2006)                                                     | 31 декабря 2008  | 10 декабря 2010   |

### Забайкальский военный округ(до 1998 г.)
1. Третьяков, Валерий Степанович (31 августа 1991 г. — 17 июля 1996 г.) генерал-полковник
2. Кормильцев, Николай Викторович (17 июля 1996 г. — 28 марта 1998 г.) генерал-полковник

### Ленинградский военный округ(до 2010 г.)
| № | ФИО                             | Звание                                                    | Дата назначения  | Дата освобождения |
| - | ------------------------------- | --------------------------------------------------------- | ---------------- | ----------------- |
| 1 | Селезнёв Сергей Павлович        | генерал-полковник (1991)                                  | 26 сентября 1992 | 7 декабря 1996    |
| 2 | Бобрышев Валентин Сергеевич     | генерал-полковник <1997> генерал армии (21 февраля 2003)  | 4 марта 1997     | 9 марта 2005      |
| 3 | Пузанов Игорь Евгеньевич        | генерал-полковник (1999), генерал армии (12 декабря 2005) | 9 марта 2005     | декабрь 2007      |
| 4 | Герасимов Валерий Васильевич    | генерал-полковник (12 июня 2005)                          | 11 декабря 2007  | 5 февраля 2009    |
| 5 | Богдановский Николай Васильевич | генерал-лейтенант (12 декабря 2004)                       | 24 марта 2009    | 1 сентября 2010   |

### Московский военный округ(до 2010 г.)
1. Топоров, Владимир Михайлович (23 августа 1991 г. — 10 июня 1992 г.) генерал-полковник (24 октября 1991 г.)
2. Кузнецов, Леонтий Васильевич (17 июля 1992 г. — 20 апреля 1999 г.) генерал-полковник (24 октября 1991 г.)
3. Пузанов, Игорь Евгеньевич (20 апреля 1999 г. — 28 марта 2001 г.) генерал-полковник (1999)
4. Ефремов, Иван Иванович (12 июля 2001 г. — 6 июня 2005 г.) генерал-полковник (1999), генерал армии (22 февраля 2004 г.)
5. Бакин, Владимир Юрьевич (6 июня 2005 г. — 5 февраля 2009 г.) генерал-полковник (22 февраля 2004 г.), генерал армии (23 февраля 2007 г.)
6. Герасимов, Валерий Васильевич (5 февраля 2009 г. — 23 декабря 2010 г.[К 9]) генерал-полковник (12 июня 2005 г.)

### Приволжский военный округ(1992—2001 гг.)
1. Сергеев, Анатолий Ипатович (7 июля 1992 г. — 24 марта 2001 г.) генерал-полковник

### Приволжско-Уральский военный округ(до 1992 г. и в 2001—2010 гг.)
| № | ФИО                           | Звание                                                            | Дата назначения | Дата освобождения |
| - | ----------------------------- | ----------------------------------------------------------------- | --------------- | ----------------- |
| 1 | Сергеев Анатолий Ипатович     | генерал-полковник                                                 | 1 сентября 1991 | 7 июля 1992       |
| 2 | Баранов Александр Иванович    | генерал-полковник (12 декабря 1999), генерал армии (12 июня 2004) | 19 июля 2001    | 19 июля 2004      |
| 3 | Болдырев Владимир Анатольевич | генерал армии (12 декабря 2003)                                   | 19 июля 2004    | 31 июля 2008      |
| 4 | Бахин Аркадий Викторович      | генерал-лейтенант (2003), генерал-полковник (10 июня 2010)        | 3 декабря 2008  | 28 октября 2010   |

### Северо-Кавказский военный округ
| № | ФИО                           | Звание                                                            | Дата назначения  | Дата освобождения |
| - | ----------------------------- | ----------------------------------------------------------------- | ---------------- | ----------------- |
| 1 | Шустко Лев Сергеевич          | генерал-полковник (8 мая 1987)                                    | 26 сентября 1992 | 29 июня 1993      |
| 2 | Митюхин Алексей Николаевич    | генерал-полковник                                                 | 29 июня 1993     | 25 февраля 1995   |
| 3 | Квашнин Анатолий Васильевич   | генерал-полковник                                                 | 25 февраля 1995  | 19 июня 1997      |
| 4 | Казанцев Виктор Германович    | генерал армии (21 февраля 2000)                                   | 29 июля 1997     | 26 мая 2000       |
| 5 | Трошев Геннадий Николаевич    | генерал-полковник (21 февраля 2000)                               | 31 мая 2000      | 18 декабря 2002   |
| 6 | Болдырев Владимир Анатольевич | генерал-полковник (12 июня 1999), генерал армии (12 декабря 2003) | 18 декабря 2002  | 19 июля 2004      |
| 7 | Баранов Александр Иванович    | генерал армии (12 июня 2004)                                      | 19 июля 2004     | 26 мая 2008       |
| 8 | Макаров Сергей Афанасьевич    | генерал-полковник (8 мая 2003)                                    | 2 июня 2008      | 11 января 2010    |
| 9 | Галкин Александр Викторович   | генерал-лейтенант (февраль 2007)                                  | 11 января 2010   | 10 декабря 2010   |

### Сибирский военный округ
| № | ФИО                                       | Звание                                                       | Дата назначения  | Дата освобождения |
| - | ----------------------------------------- | ------------------------------------------------------------ | ---------------- | ----------------- |
| 1 | Копылов Виктор Андреевич                  | генерал-полковник (1 ноября 1991)                            | 26 сентября 1992 | 30 июня 1997      |
| 2 | Касперович Григорий Павлович              | генерал-полковник (1996)}                                    | 30 июня 1997     | 28 марта 2001     |
| 3 | Болдырев Владимир Анатольевич             | генерал-полковник (12 июня 1999)                             | 28 марта 2001    | 18 декабря 2002   |
| 4 | Макаров Николай Егорович                  | генерал-полковник (декабрь 2000), генерал армии (8 мая 2005) | 25 декабря 2002  | 19 апреля 2007    |
| 5 | Постников-Стрельцов, Александр Николаевич | генерал-полковник (12 июня 2006)                             | 19 апреля 2007   | 11 января 2010    |
| 6 | Чиркин Владимир Валентинович              | генерал-лейтенант (2006)                                     | 11 января 2010   | 10 декабря 2010   |

### Уральский военный округ(1992—2001 гг.)
| № | ФИО                             | Звание                              | Дата назначения | Дата освобождения |
| - | ------------------------------- | ----------------------------------- | --------------- | ----------------- |
| 1 | Греков Юрий Павлович            | генерал-полковник                   | 16 июля 1992    | декабрь 1997      |
| 2 | Тихомиров Вячеслав Валентинович | генерал-полковник                   | декабрь 1997    | 22 января 2000    |
| 3 | Баранов Александр Иванович      | генерал-полковник (12 декабря 1999) | 24 марта 2000   | 19 июля 2001      |

### Московский округ ПВО(до 1998 г.)
- Генерал-полковник авиации Корнуков Анатолий Михайлович, 08.1991 — 1998 г.

### Московский округ ВВС и ПВО(1998—2002 гг.)
1. Васильев, Геннадий Борисович (1998—2002) генерал-полковник (2000)

## Флоты Военно-Морского Флота Российской Федерации

### Балтийский флот
- 1985-13.12.1991                                               Иванов Виталий Павлович, адмирал (1987).
- 13.12.1991-28.11.2000                                     Егоров Владимир Григорьевич, адмирал (24.10.1991).
- 11.04.2001, № 415* — 06.05.2006, № 461*    Валуев Владимир Прокофьевич, адмирал (11.12.2001)
- 06.05.2006, № 461* — 06.12.2007, № 1137*  Сиденко Константин Семёнович, вице-адмирал (09.06.2001).
- 06.12.2007, № 1137* — 08.09.2009                Мардусин Виктор Николаевич, вице-адмирал (2002).
- 08.09.2009—06.05.2012                                  Чирков Виктор Викторович, вице-адмирал (2006).
- 06.05.2012—29.06.2016                                  Кравчук Виктор Петрович, вице-адмирал (2007).
- 29.06.2016—04.10.2021                                  Носатов Александр Михайлович, адмирал (2018).
- 04.10.2021—21.04.2023                                  Лиина Виктор Николаевич, адмирал (2022).
- с 21.04.2023                                                     Воробьёв Владимир Михайлович, вице-адмирал (2023).

### Северный флот
- 19.03.1988—12.03.1992                                  Громов Феликс Николаевич, адмирал (31.10.1988)
- 12.03.1992—26.01.1999                                  Ерофеев Олег Александрович, адмирал (07.07.1992)
- 26.01.1999-01.12.2001                                    Попов Вячеслав Алексеевич, адмирал (июнь 1999)
- 04.12.2001—11.09.2003                                  Сучков Геннадий Александрович, адмирал (21.02.2002) [20]
- 28.05.2004—04.09.2005                                  Абрамов Михаил Леопольдович, адмирал (2005)
- 26.09.2005—11.09.2007                                  Высоцкий Владимир Сергеевич, адмирал (15.12.2006)
- 19.11.2007-30.03.2011                                     Максимов Николай Михайлович, адмирал (13.12.2010)
- 30.03.-24.06.2011                                             Воложинский Андрей Ольгертович, контр-адмирал (22.02.2004), временно исполняющий обязанности по должности
- 24.06.2011-05.04.2016                                     Королёв Владимир Иванович, адмирал (15.12.2006)
- 05.04.2016—03.05.2019                                  Евменов Николай Анатольевич, адмирал (2017)
- 03.05.2019-10.03.2024                                    Моисеев Александр Алексеевич, адмирал (2020)
- 10.03.-02.04.2024 врид, с 02.04.2024            Кабанцов Константин Петрович, вице-адмирал (2023), .

### Тихоокеанский флот
- 27.12.1986—01.04.1993                                 Хватов Геннадий Александрович адмирал (07.05.1987)
- 01.04.1993—06.07.1994                                  Гуринов Георгий Николаевич адмирал (19.04.1993)
- 04.08.1994—23.02.1996                                  Хмельнов Игорь Николаевич адмирал (30.08.1994)
- 23.02.1996—11.07.1997                                  Куроедов Владимир Иванович адмирал (01.04.1996)
- 11.07.1997—19.07.2001                                  Захаренко, Михаил Георгиевич адмирал (16.03.1998)
- 19.07.—04.12.2001                                          Сучков Геннадий Александрович вице-адмирал (06.05.1993)
- 04.12.2001—06.12.2007                                  Фёдоров Виктор Дмитриевич адмирал (21.02.2002)
- 06.12.2007—29.10.2010                                  Сиденко Константин Семёнович адмирал (10.06.2010)
- 29.10.2010—20.04.2023                                  Авакянц Сергей Иосифович адмирал (13.12.2014), до мая 2012 временно исполняющий обязанности по должности
- с 21.04.2023                                                     Лиина Виктор Николаевич, адмирал (2022).

### Черноморский флот
- май 1985-14.09.1991                                       Хронопуло, Михаил Николаевич, адмирал (1986)
- 17.09.1991-26.09.1992, № 1125*                     Касатонов Игорь Владимирович, адмирал (31.10.1991)
- 26.09.1992-15.01.1993                                     Ларионов Виталий Петрович, вице-адмирал (1988), временно исполняющий обязанности по должности
- 15.01.1993[21] — 27.01.1996, № 107*[22]        Балтин Эдуард Дмитриевич, адмирал (16.06.1993)
- 21.02.1996, № 240* — 04.07.1998                  Кравченко Виктор Андреевич адмирал (01.04.1996)
- 04.07.1998-09.10.2002                                     Комоедов Владимир Петрович, адмирал (1999)
- 09.10.2002-12.02.2005, № 152*                      Масорин Владимир Васильевич, адмирал (12.12.2003)[23]
- 12.02.2005, № 152* — 17.07.2007                  Татаринов Александр Аркадьевич, адмирал (12.12.2005)
- 17.07.2007, № 917* — 02.07.2010                  Клёцков Александр Дмитриевич, вице-адмирал (2005)
- 02.07.2010-24.06.2011                                     Королёв Владимир Иванович, вице-адмирал (15.12.2006)
- 24.06.2011-17.04.2013                                     Федотенков Александр Николаевич, вице-адмирал (2012)
- 17.04.2013-14.05.2018                                     Витко Александр Викторович, адмирал (2014)
- 14.05.2018—03.05.2019                                   Моисеев Александр Алексеевич, вице-адмирал (2015)
- 03.05.2019-14.08.2022                                     Осипов Игорь Владимирович, адмирал (2021)
- 14.08.2022-14.02.2024                                     Соколов Виктор Николаевич, адмирал (2023)
- с 15.02.2024                                                     Пинчук Сергей Михайлович, вице-адмирал (2021)

### Каспийская флотилия
- 1987-24.12.1991                  Ляшенко Владимир Ефимович, вице-адмирал
- 24.12.1991-1996                  Зинин Борис Михайлович, вице-адмирал (19.04.1993)
- 1996-09.10.2002                  Масорин Владимир Васильевич, вице-адмирал (09.05.1997)
- 09.10.2002-2005                  Старцев Юрий Владимирович, вице-адмирал (1993)
- 2005-26.12.2009                  Кравчук Виктор Петрович, вице-адмирал (2007)
- март-сентябрь 2010           Куликов, Валерий Владимирович, контр-адмирал (2006), временно исполняющий обязанности по должности
- 05.05.2010-04.07.2014        Алёкминский Сергей Гаврилович, вице-адмирал (2003)
- 04.07.2014-08.05.2015        Ахмеров Ильдар Фердинандович, капитан 1 ранга
- 08.05.2015-07.2016             Осипов Игорь Владимирович, контр-адмирал (2014)
- 07.2016-05.2021                  Пинчук Сергей Михайлович, контр-адмирал (2014)
- с 05.2021                             Пешков Александр Игоревич, контр-адмирал (2016), вице-адмирал (2023).

## Комментарии
1. ↑  С марта по декабрь 2017 года — командующий российской группировкой войск в Сирийской Арабской Республике
2. ↑  Временно исполнял обязанности с 9 ноября 2012 г.
3. ↑  С 19 декабря 2016 года по март 2017 года — командующий российской группировкой войск в Сирийской Арабской Республике. На период командировки временно исполняющим обязанности командующего ЗВО по должности являлся 1-й заместитель командующего — начальник штаба ЗВО генерал-лейтенант Астапов Виктор Борисович
4. ↑  Центральный военный округ был образован 1 декабря 2010 г., де-факто до 10 декабря управление округом осуществлялось командованием упразднённого Сибирского военного округа
5. ↑  Южный военный округ был образован 1 декабря 2010 г., де-факто до 10 декабря управление округом осуществлялось командованием упразднённого Северо-Кавказского военного округа
6. ↑  С 1 июля 2016 года — и. о. командующего[17]
7. ↑  Дальневосточный военный округ был упразднён 1 декабря 2010 г., однако Указ об освобождении командования от должностей издан 10 декабря[11]
8. ↑  Ленинградский военный округ упразднён 1 сентября 2010 г., Указ об освобождении командующего от должности в открытых источниках не публиковался
9. ↑  Московский военный округ был упразднён 1 сентября 2010 г., однако Указ об освобождении командующего от должности издан 23 декабря[19]
10. ↑  Северо-Кавказский военный округ был упразднён 1 декабря 2010 г., однако Указ об освобождении командования от должностей издан 10 декабря[11]
11. ↑  Сибирский военный округ был упразднён 1 декабря 2010 г., однако Указ об освобождении командования от должностей издан 10 декабря[11]